# Alberto Crivelli (1816-1868)
Alberto Crivelli, noto anche in tedesco come Albert von Crivelli, conte di Luino e di Ossolaro (Milano, 3 marzo 1816 – Roma, 2 maggio 1868), è stato un diplomatico e nobile italiano.

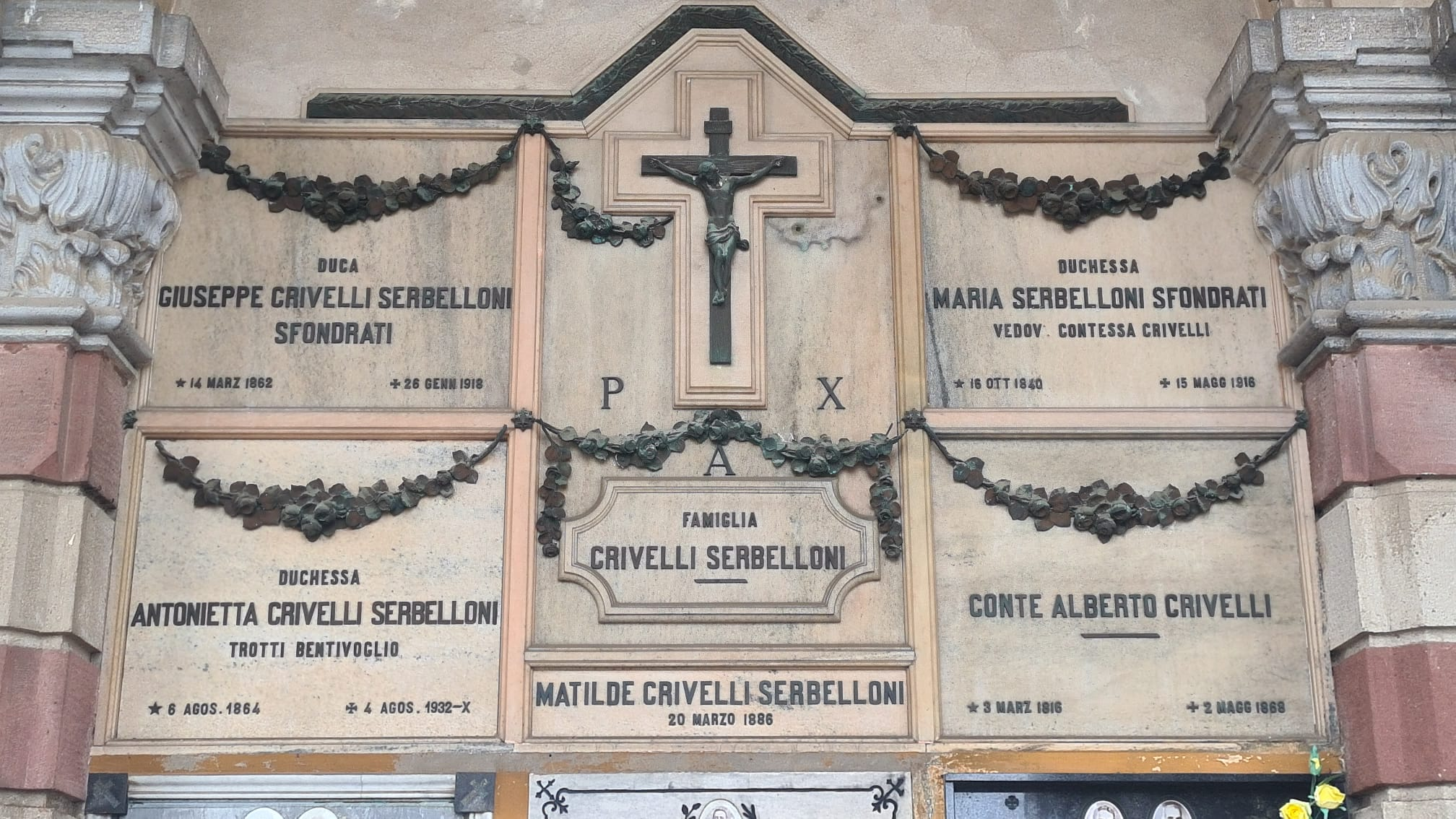
Lastra tombale della famiglia Crivelli Serbelloni presso il cimitero di Luino (VA)

Ricevette per eredità il cognome Sfondrati per sé e per i suoi eredi da suo nonno materno Alessandro Serbelloni, V duca di San Gabrio, che nel 1788 lo ricevette a sua volta in eredità dal suo amico Carlo Sfondrati.

## Biografia
Nato a Milano nel 1816, Alberto era figlio del conte Ferdinando Crivelli, ciambellano imperiale, e di sua moglie, la duchessa Giulia Serbelloni.
Frequentò le scuole a Vienna ove suo padre si era trasferito ed ebbe modo, giovanissimo, di intraprendere la carriera diplomatica con sedi particolarmente prestigiose. Fu attaché presso l'ambasciata imperiale nel Regno di Württemberg dal 1840, poi impiegato presso l'ambasciata imperiale austriaca nell'Impero russo nel 1843, trasferito quindi come segretario a quella nel Regno Unito dal 1845 (dove collaborò a stretto contatto con l'ambasciatore principe Maurizio di Dietrichstein), poi a quella di Stoccolma (1850–1851) e successivamente presso quella di Madrid, città dove nel 1862 nacque il suo unico figlio, Giuseppe. Fu nel frattempo impiegato imperiale presso l'ambasciata austriaca nello Stato Pontificio e risultò una delle figure principali nella stesura del Concordato del 1855 tra l'Impero austriaco e la Santa Sede. Divenne quindi consigliere intimo dell'imperatore Francesco Giuseppe d'Austria ed il 13 dicembre 1867 venne designato quale nuovo ambasciatore austro-ungarico presso il pontefice.
Prese residenza a Roma, ove morì di un colpo apoplettico presso Porta Pinciana nel 1868. Il suo corpo venne esposto alla pubblica venerazione in una sala di Palazzo Venezia (dove aveva sede l'ambasciata austriaca), mentre i funerali si svolsero presso la Chiesa di Santa Maria dell'Anima. Il corpo venne successivamente trasportato e sepolto a Bellagio, nella tomba di famiglia.
L'11 agosto del 1857 a Taino, in provincia di Varese, sposò sua cugina, la nobildonna Maria Anna Serbelloni, figlia del nobile Giuseppe Marco Serbelloni, VII duca di San Gabrio e della baronessa Matilde Castelli. Alla morte del suocero, la moglie ottenne il titolo di duchessa di San Gabrio che trasmise poi al figlio.

## Albero genealogico
|                                                              |                                           |                                                    | Genitori                                                                       |  |  | Nonni |  |  | Bisnonni                                |  |  | Trisnonni                                     |  |
|                                                              |                                           |                                                    |                                                                                |  |  |       |  |  | Girolamo Crivelli, II conte di Ossolaro |  |  | Giuseppe Angelo Crivelli, I conte di Ossolaro |  |
|                                                              |                                           |                                                    |                                                                                |  |  |       |  |  | Girolamo Crivelli, II conte di Ossolaro |  |  | Giuseppe Angelo Crivelli, I conte di Ossolaro |  |
|                                                              |                                           | ?                                                  |                                                                                |  |  |       |  |  | Girolamo Crivelli, II conte di Ossolaro |  |  |                                               |  |
| Antonio Crivelli, I conte di Luino, III conte di Ossolaro    |                                           |                                                    |                                                                                |  |  |       |  |  | Girolamo Crivelli, II conte di Ossolaro |  |  |                                               |  |
|                                                              |                                           | Cristofora Marliani                                | Cristoforo Marliani                                                            |  |  |       |  |  |                                         |  |  |                                               |  |
|                                                              |                                           | Cristofora Marliani                                | Cristoforo Marliani                                                            |  |  |       |  |  |                                         |  |  |                                               |  |
|                                                              |                                           | Cristofora Marliani                                | ?                                                                              |  |  |       |  |  |                                         |  |  |                                               |  |
| Ferdinando Crivelli, II conte di Luino, IV conte di Ossolaro |                                           | Cristofora Marliani                                |                                                                                |  |  |       |  |  |                                         |  |  |                                               |  |
|                                                              |                                           | Franz Sylvius von Pückler, conte di Pückler        | August Sylvius von Pückler, conte di Pückler                                   |  |  |       |  |  |                                         |  |  |                                               |  |
|                                                              |                                           | Franz Sylvius von Pückler, conte di Pückler        | August Sylvius von Pückler, conte di Pückler                                   |  |  |       |  |  |                                         |  |  |                                               |  |
|                                                              |                                           | Franz Sylvius von Pückler, conte di Pückler        | Luise Maximiliane von Nowagk und Hermsdorf                                     |  |  |       |  |  |                                         |  |  |                                               |  |
| Franziska Marie Karoline von Pückler                         |                                           | Franz Sylvius von Pückler, conte di Pückler        |                                                                                |  |  |       |  |  |                                         |  |  |                                               |  |
|                                                              |                                           | Maria Karolina von Nostitz-Rokitnitz               | Johann Karl Martin Christoph von Nostitz-Rokitnitz, conte di Nostitz-Rokitnitz |  |  |       |  |  |                                         |  |  |                                               |  |
|                                                              |                                           | Maria Karolina von Nostitz-Rokitnitz               | Johann Karl Martin Christoph von Nostitz-Rokitnitz, conte di Nostitz-Rokitnitz |  |  |       |  |  |                                         |  |  |                                               |  |
|                                                              |                                           | Maria Karolina von Nostitz-Rokitnitz               | Maria Maximiliana von Sinzendorf                                               |  |  |       |  |  |                                         |  |  |                                               |  |
| Alberto Crivelli, III conte di Luino, V conte di Ossolaro    |                                           | Maria Karolina von Nostitz-Rokitnitz               |                                                                                |  |  |       |  |  |                                         |  |  |                                               |  |
|                                                              | Gabrio Serbelloni, III duca di San Gabrio | Giovanni Serbelloni, II duca di San Gabrio         |                                                                                |  |  |       |  |  |                                         |  |  |                                               |  |
|                                                              | Gabrio Serbelloni, III duca di San Gabrio | Giovanni Serbelloni, II duca di San Gabrio         |                                                                                |  |  |       |  |  |                                         |  |  |                                               |  |
|                                                              | Gabrio Serbelloni, III duca di San Gabrio | Maria Giulia Trotti Bentivoglio                    |                                                                                |  |  |       |  |  |                                         |  |  |                                               |  |
| Alessandro Serbelloni, V duca di San Gabrio                  | Gabrio Serbelloni, III duca di San Gabrio |                                                    |                                                                                |  |  |       |  |  |                                         |  |  |                                               |  |
|                                                              |                                           | Maria Vittoria Ottoboni                            | Marco Ottoboni, I duca di Fiano                                                |  |  |       |  |  |                                         |  |  |                                               |  |
|                                                              |                                           | Maria Vittoria Ottoboni                            | Marco Ottoboni, I duca di Fiano                                                |  |  |       |  |  |                                         |  |  |                                               |  |
|                                                              |                                           | Maria Vittoria Ottoboni                            | Giulia Boncompagni                                                             |  |  |       |  |  |                                         |  |  |                                               |  |
| Giulia Serbelloni                                            |                                           | Maria Vittoria Ottoboni                            |                                                                                |  |  |       |  |  |                                         |  |  |                                               |  |
|                                                              |                                           | Wenzel Hermann von Sinzendorf, conte di Sinzendorf | Prosper Anton von Sinzendorf, conte di Sinzendorf                              |  |  |       |  |  |                                         |  |  |                                               |  |
|                                                              |                                           | Wenzel Hermann von Sinzendorf, conte di Sinzendorf | Prosper Anton von Sinzendorf, conte di Sinzendorf                              |  |  |       |  |  |                                         |  |  |                                               |  |
|                                                              |                                           | Wenzel Hermann von Sinzendorf, conte di Sinzendorf | Maria Philippina von Althann                                                   |  |  |       |  |  |                                         |  |  |                                               |  |
| Rosina von Sinzendorf                                        |                                           | Wenzel Hermann von Sinzendorf, conte di Sinzendorf |                                                                                |  |  |       |  |  |                                         |  |  |                                               |  |
|                                                              |                                           | Maria Anna von Harrach zu Rohrau                   | Karl Anton Wenzel von Harrach zu Rohrau, conte di Harrach                      |  |  |       |  |  |                                         |  |  |                                               |  |
|                                                              |                                           | Maria Anna von Harrach zu Rohrau                   | Karl Anton Wenzel von Harrach zu Rohrau, conte di Harrach                      |  |  |       |  |  |                                         |  |  |                                               |  |
|                                                              |                                           | Maria Anna von Harrach zu Rohrau                   | Maria Katharina Elisabeth de Longueval                                         |  |  |       |  |  |                                         |  |  |                                               |  |
|                                                              |                                           | Maria Anna von Harrach zu Rohrau                   |                                                                                |  |  |       |  |  |                                         |  |  |                                               |  |